# جزيرة كوتلن
كوتلين (الروسية: Ко́тлин)؛ (بالسويدية: Reitskär) هي جزيرة روسية تقع بالقرب من رأس خليج فنلندا، 32 كيلومتر (20 ميل) غرب سانت بطرسبرج في بحر البلطيق. تفصل كوتلين خليج نيفا عن بقية الخليج. تقع مدينة كرونشتادت المحصنة على الجزيرة وتشكل جزءًا من موقع التراث العالمي المشار إليه باسم سانت بطرسبرج ومجموعات الآثار ذات الصلة. تعتبر الجزيرة بوابة إلى سانت بطرسبرج وكانت موقعًا للعديد من الاشتباكات العسكرية.
سُميت لغة البرمجة كوتلن باسم الجزيرة.

## التاريخ
ذُكرت الجزيرة في معاهدة القرن الثالث عشر بين نوفجورود والرابطة الهانزية وجوتلاند، مرة باسم "كوتلين" ومرتين باسم "كوتلينج". أُسست مدينة كرونشتادت على جزيرة كوتلين على يد بطرس الأكبر، الذي استولى عليها من السويديين في عام 1703. في مارس 1921، كانت كوتلين موقعًا لتمرد كرونشتادت، والذي أسفر عن سقوط أكثر من 11000 ضحية.
قبالة كرونشتادت يوجد حصن ألكسندر، وهي جزيرة اصطناعية كانت تضم مختبرًا للأبحاث حول الطاعون وأمراض بكتيرية أخرى، من عام 1898 إلى عام 1917.

## الجغرافيا
في شكلها العام، تظهر الجزيرة مثلثًا ممدًا؛ 12.1 كـم (7.5 ميل) بطول حوالي 1.6 كـم (1.0 ميل)، وقاعدتها باتجاه سانت بطرسبرج. يحتل الطرف الشرقي أو العريض مدينة كرونشتادت، وتمتد الشعاب المرجانية لمسافة 2.4 كـم (1.5 ميل) من النقطة الغربية للجزيرة إلى الصخرة التي بُنيت عليها منارة تولباكين.
تقسم الجزيرة الطريق البحري المؤدي إلى سانت بطرسبرج إلى قناتين؛ القناة الشمالية مسدودة بشواطئ تمتد عبرها من كوتلين إلى ليزي نوس؛ أما القناة الجنوبية، الطريق السريع إلى العاصمة السابقة، فتضيق بلسان رملي يمتد من لومونوسوف المقابلة على البر الرئيسي الروسي، وتقع بالقرب من كرونشتادت، وكانت تاريخيًا محمية بقوة بالبطاريات المدفعية.

عملت السلطات على تسهيل الوصول البحري إلى سانت بطرسبرج بشكل كبير من خلال بناء قناة في عامي 1875 و1885، عمقها 7 أمتار، عبر المياه الضحلة، في حين يمكن للسيارات السفر برًا إلى الجزيرة باستخدام سد سانت بطرسبرج من الشواطئ الشمالية والجنوبية لخليج فنلندا. بدأ مشروع السد في عام 1980، ولكن تأخر تنفيذه بسبب الاضطرابات السياسية في التسعينيات، واكتمل في عام 2010 وشُغل رسميًّا في عام 2011.

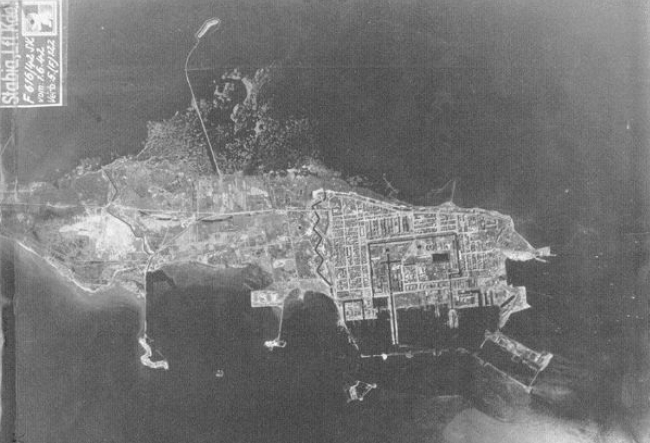
صورة استطلاع جوي لجزيرة كوتلين التقطتها القوات الجوية الألمانية، 1 يونيو 1942
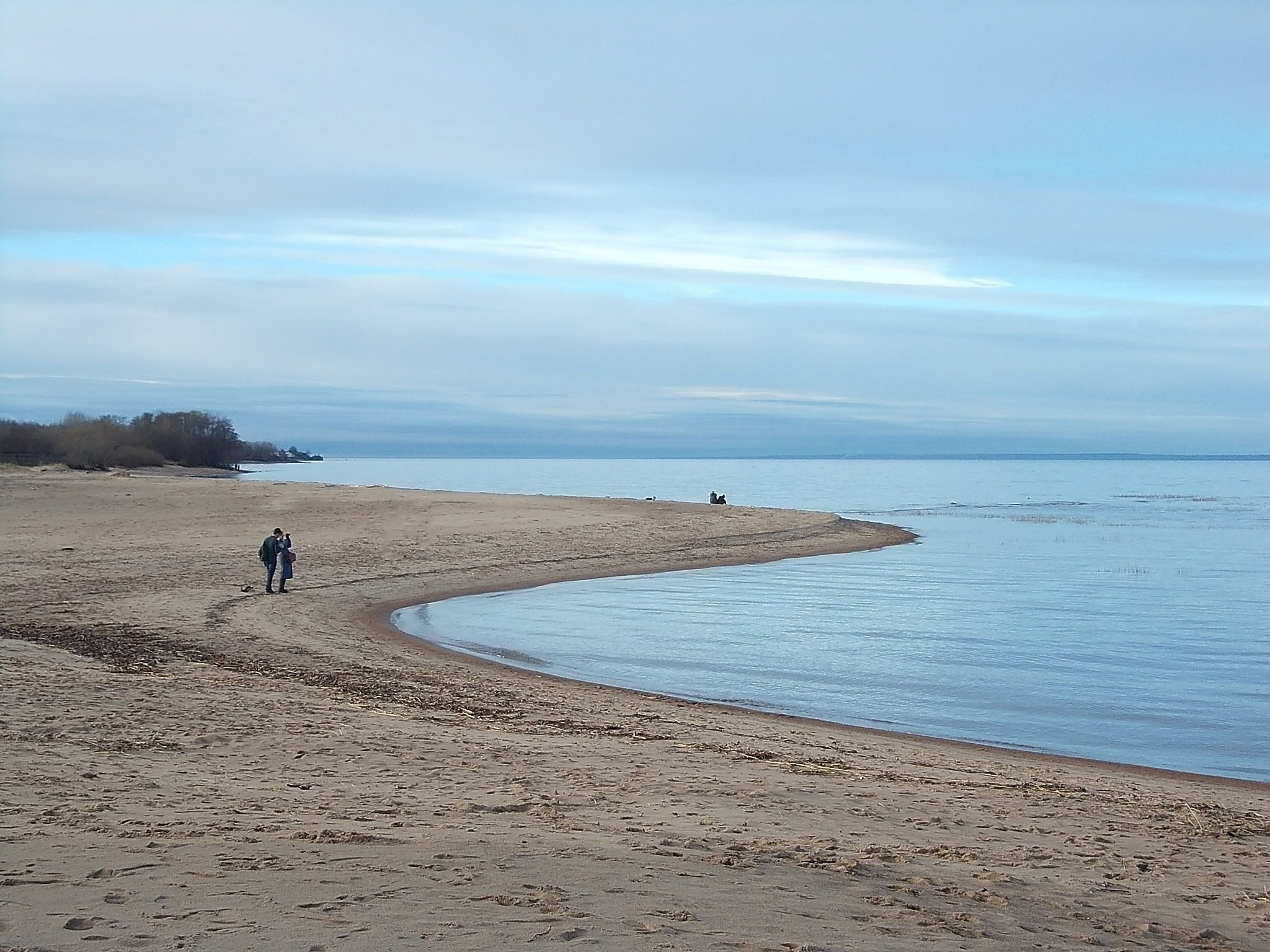
شاطئ في غرب جزيرة كوتلين

## المواصلات
كان انخفاض عمق المياه في خليج نيفا حافزًا لبناء قناة بحرية لاستيعاب السفن الكبيرة، وتسمح هذه القناة بحركة السفن التي يبلغ غاطسها 11 مترًا (إلى المياه العذبة)، وطولها 320 مترًا وعرضها 42 مترًا.